# 紋眼蝶屬
紋眼蝶屬（學名：Coenyra）是眼蝶亞科眼蝶族矍眼蝶亞族中的一個屬。物種分佈於非洲南部。

## 物種
- 紋眼蝶 Coenyra hebe
- 紅紋眼蝶 Coenyra aurantiaca
- 淡紅紋眼蝶 Coenyra rufiplaga